# Guns and Girls
Guns and Girls (orig. Guns, Girls and Gambling) ist eine US-amerikanische Thriller-Filmkomödie von 2012.

## Handlung
Um etwas Geld zu verdienen, versucht sich der mittellose John Smith als Teilnehmer bei einem Elvis-Imitationswettbewerb. Kurze Zeit später wird er von verschiedenen Killern gejagt, die eine gestohlene Indianer-Maske von ihm zurückfordern. Die Maske hat einen hohen ideellen Wert für die Ureinwohner und eine Million Dollar Finderlohn ist darauf ausgesetzt. Bei einem Showdown in einem verlassenen Haus erklärt John Smith die Maske für zerstört, streicht aber den Finderlohn ein. Heimlich überlässt er die Maske jedoch einer indianischen Busfahrerin.

## Kritik
Thilo Podann von Filmstarts meint: „Zu groß ist die Qualitätslücke zu den offensichtlichen Vorbildern Quentin Tarantino und Robert Rodriguez.“ Das Lexikon des internationalen Films urteilt: „Krudes Heist-Movie, bei dem wenigstens die prominenten Schauspieler sichtlich Spaß hatten.“